# Nevij
Nevij je moško osebno ime.

## Izvor imena
Ime Nevij je moška oblika ženskega osebnega imena Nives.

## Pogostost imena
Po podatkih Statističnega urada Republike Slovenije je bilo na dan 31. decembra 2007 v Sloveniji število moških oseb z imenom Nevij: 18.

## Osebni praznik
Osebe z imenom Nevij lahko godujejo kot osebe z imenom Nives.